# Heflin, Alabama
Heflin är administrativ huvudort i Cleburne County i Alabama. Orten fick sitt namn efter bosättaren Wilson L. Heflin. Enligt 2020 års folkräkning hade Heflin 3 431 invånare.